# Teixeira (Arganil)
Teixeira é uma povoação portuguesa do município de Arganil que foi sede da extinta Freguesia de Teixeira, freguesia que tinha 18,68 km² de área e 135 habitantes (2011), e, por isso, uma densidade populacional de 7,2 hab/km².
A Freguesia de Teixeira foi extinta em 2013, no âmbito de uma reforma administrativa nacional, tendo sido agregada à Freguesia de Cepos, para formar uma nova freguesia denominada União das Freguesias de Cepos e Teixeira com sede em Cepos.
Teixeira dista 20 km da sede do município e está situada na serra do Açor, ramificação do sistema montanhoso Estrela-Lousã.
A antiga freguesia de Santa Isabel (Teixeira) foi curato da apresentação do vigário da vila de Coja. Até 1834 as suas terras eram administradas pelo Mosteiro de Folques. Em 1840 fazia parte do concelho de Fajão, extinto por Decreto de 24 de outubro de 1855, tendo passado para o de Arganil nesse ano.[carece de fontes?]
Faziam parte da Freguesia de Teixeira as seguintes aldeias: Água d'Alte, Caratão, Porto Castanheiro, Relvas, Ribeiro e Teixeira.

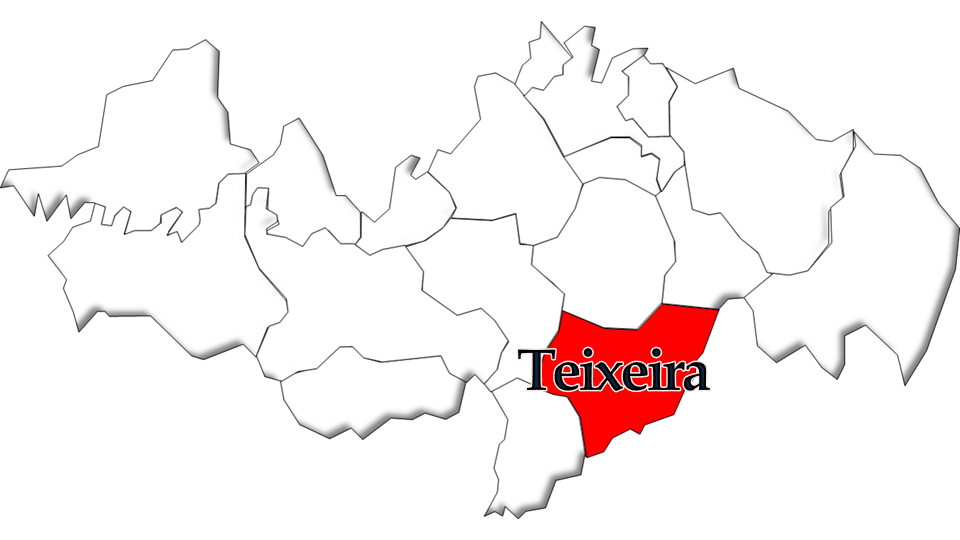
Localização no Município de Arganil

## População
| População da freguesia de Teixeira | População da freguesia de Teixeira | População da freguesia de Teixeira | População da freguesia de Teixeira | População da freguesia de Teixeira | População da freguesia de Teixeira | População da freguesia de Teixeira | População da freguesia de Teixeira | População da freguesia de Teixeira | População da freguesia de Teixeira | População da freguesia de Teixeira | População da freguesia de Teixeira | População da freguesia de Teixeira | População da freguesia de Teixeira | População da freguesia de Teixeira |
| ---------------------------------- | ---------------------------------- | ---------------------------------- | ---------------------------------- | ---------------------------------- | ---------------------------------- | ---------------------------------- | ---------------------------------- | ---------------------------------- | ---------------------------------- | ---------------------------------- | ---------------------------------- | ---------------------------------- | ---------------------------------- | ---------------------------------- |
| 1864                               | 1878                               | 1890                               | 1900                               | 1911                               | 1920                               | 1930                               | 1940                               | 1950                               | 1960                               | 1970                               | 1981                               | 1991                               | 2001                               | 2011                               |
| 703                                | 775                                | 815                                | 874                                | 843                                | 825                                | 601                                | 795                                | 793                                | 651                                | 437                                | 344                                | 250                                | 188                                | 135                                |

| Distribuição da População por Grupos Etários em 2001 e 2011 | Distribuição da População por Grupos Etários em 2001 e 2011 | Distribuição da População por Grupos Etários em 2001 e 2011 | Distribuição da População por Grupos Etários em 2001 e 2011 | Distribuição da População por Grupos Etários em 2001 e 2011 | Distribuição da População por Grupos Etários em 2001 e 2011 | Distribuição da População por Grupos Etários em 2001 e 2011 | Distribuição da População por Grupos Etários em 2001 e 2011 | Distribuição da População por Grupos Etários em 2001 e 2011 | Distribuição da População por Grupos Etários em 2001 e 2011 |
| ----------------------------------------------------------- | ----------------------------------------------------------- | ----------------------------------------------------------- | ----------------------------------------------------------- | ----------------------------------------------------------- | ----------------------------------------------------------- | ----------------------------------------------------------- | ----------------------------------------------------------- | ----------------------------------------------------------- | ----------------------------------------------------------- |
| Idade                                                       | 0-14                                                        | 15-24                                                       | 25-64                                                       | > 65                                                        |                                                             | 0-14                                                        | 15-24                                                       | 25-64                                                       | > 65                                                        |
| 2001                                                        | 17                                                          | 19                                                          | 85                                                          | 67                                                          |                                                             | 9,0%                                                        | 10,1%                                                       | 45,2%                                                       | 35,6%                                                       |
| 2011                                                        | 5                                                           | 6                                                           | 52                                                          | 72                                                          |                                                             | 3,7%                                                        | 4,4%                                                        | 38,5%                                                       | 53,3%                                                       |

## Património
- Igreja de Santa Isabel (matriz)
- Capelas das Almas (em Teixeira), de Santa Isabel (em Água d'Alte), de S. Joaquim (em Caratão), Santo António e de Nossa Senhora de Fátima (em Porto Castanheiro), S. Pedro e Senhora do Desterro (em Relvas).
- Lugar de Reguengo
- Praia fluvial de Cartamil